# Гиндэ, Михаил-Виорел
Михаил-Виорел Гиндэ (рум. Mihail-Viorel Ghindǎ, 25 июля 1949, Бухарест, Румыния — февраль 2023) — румынский шахматист, международный мастер (1978).
Четырехкратный чемпион Румынии (1976, 1978, 1983 и 1989).
В составе сборной Румынии участник семи шахматных олимпиад (1978—1990), 1-го командного чемпионата мира (1985) в Люцерне и двух командных чемпионатов Европы (1973—1977).

## Изменения рейтинга
| Графики недоступны из-за технических проблем. См. информацию на Фабрикаторе и на mediawiki.org. |